# 認知症800万人時代
認知症800万人時代（にんちしょう800まんにんじだい）とは、今後の日本において到来するであろうと想定されている時代。これは日本の高齢化社会が進み、それとともに認知症の患者が増大し、その数が800万人にもなるであろうという規模の時代である。これはNHKスペシャルで2013年から放送されたテーマの一つとなった。2013年に厚生労働省によって行われた調査によれば、当時に推定462万人の認知症の高齢者が存在しており、これに認知症予備軍の高齢者も加算したならばその人数は800万人にも上るであろうと計算されているということから、この問題は認知症800万人時代と呼ばれているというわけである。この問題に対処するために、国は「オレンジプラン」などといった政策を実施している。

## NHKスペシャル『認知症800万人時代』
| 回数  | 初回放送日     | テーマ                                       |
| ----- | -------------- | -------------------------------------------- |
| 第1回 | 2013年11月23日 | 母と息子 3000日の介護記録                    |
| 第2回 | 2013年11月24日 | 助けてと言えない 孤立する認知症高齢者        |
| 第3回 | 2014年5月11日  | 行方不明者1万人 知られざる徘徊の実態         |
| 第4回 | 2014年7月20日  | 認知症をくい止めろ ここまで来た!世界の最前線 |